# تیم ملی کریکت بانوان تاجیکستان
تیم ملی کریکت بانوان تاجیکستان به نمایندگی از تاجیکستان در رقابت‌های رسمی و دوستانه کریکت بانوان شرکت می‌کند.